# 広田一恭

内閣府地方創生推進室より公表された肖像

広田 一恭（ひろた かずやす、1958年〈昭和33年〉7月1日 - ）は、日本の政治家。鳥取県倉吉市長（1期）。
戸籍上の表記は「広」を旧字体にした廣田 一恭だが、公文書では常用漢字の「広」を用いた上記の「広田 一恭」表記を採用している。

## 経歴
鳥取県倉吉市出身。上智大学理工学部卒業。
鳥取県庁に入庁し、生活環境部長、県中部総合事務所長などを務める。
2019年に県庁を退職し、6月に鳥取県環境管理事業センター理事長に就任した。
2021年10月「倉吉市民に恩返しがしたい」と、翌年の倉吉市長選挙出馬を表明し、12月に県環境管理事業センター理事長を退職。
2022年3月27日に行われた市長選挙では、自民、公明、立憲民主の各党の推薦を受け、元県議を破って当選した。